# Теюшу (Вилча)
Теюшу (рум. Teiușu) — село у повіті Вилча в Румунії. Входить до складу комуни Бунешть.
Село розташоване на відстані 163 км на північний захід від Бухареста, 10 км на захід від Римніку-Вилчі, 91 км на північ від Крайови, 124 км на південний захід від Брашова.

## Населення
За даними перепису населення 2002 року у селі проживали 472 особи. Усі жителі села рідною мовою назвали румунську.
Національний склад населення села:
| Національність | Кількість осіб | Відсоток |
| -------------- | -------------- | -------- |
| румуни         | 363            | 76,9%    |
| цигани         | 109            | 23,1%    |